# 福州戰役 (1949年)
福州戰役（中華人民共和國方面称福州解放），是第二次国共内战中的一场战役，发生于民國三十八年（1949年）。中國共產黨领导的中国人民解放军為攻取福建省省會福州市對中華民國陸軍所發起的攻勢，歷時一週，解放军以優勢兵力攻取此地。
在民國三十八年（1949年）上半年，解放军已占领长江以北的广大地区，4月至6月的渡江战役则使解放军完成对长江中下游流域的占领。中华民国首都南京、经济中心上海相继沦陷。8月5日，驻守福州的国军有5个军计13个师，约为6万人。

## 國軍指揮官
- 指挥官：福州绥靖公署主任朱绍良
- 第六兵团司令：李延年